# Ejvind Hansen
Ejvind Willy Hansen (* 28. Juli 1924 in Fodslette Sogn; † 19. Dezember 1996 in Odense) war ein dänischer Kanute.

## Erfolge
Ejvind Hansen gewann bei den Olympischen Spielen 1948 in London eine Silbermedaille im Zweier-Kajak. Auf der 1000-Meter-Strecke gewannen er und Bernhard Jensen zunächst ihren Vorlauf und qualifizierten sich so für das Finale. Im Endlauf überquerten sie mit nur 0,2 Sekunden Rückstand hinter den siegreichen Schweden Hans Berglund und Lennart Klingström die Ziellinie, hielten die drittplatzierten Finnen Ture Axelsson und Nils Björklöf aber mit 1,2 Sekunden Vorsprung auf Distanz. Ihre Finallaufzeit betrug 4:07,5 Minuten. Bei den Olympischen Spielen 1952 in Helsinki startete Hansen im Einer-Kajak über die 10.000-Meter-Distanz. Unter den 17 Startern belegte er nach 47:58,8 Minuten den vierten Platz, wobei sein Rückstand auf den Bronzerang, den der Deutsche Michael Scheuer erreichte, 4,3 Sekunden betrug.
1948 gewann Hansen bei den Weltmeisterschaften mit der 4-mal-500-Meter-Staffel und auch im Zweier-Kajak über 500 Meter mit Bernhard Jensen jeweils die Bronzemedaille. Zwei Jahre darauf verbesserte er sich in Kopenhagen mit der Staffel auf den zweiten Platz.